# Санто Стефано ди Магра
Санто Стефано ди Магра (итал. Santo Stefano di Magra) је насеље у Италији у округу Ла Специја, региону Лигурија.
Према процени из 2011. у насељу је живело 8153 становника. Насеље се налази на надморској висини од 30 м.

## Становништво
Према резултатима пописа становништва 2011. у општини је живело 8.790 становника.
| 1931. | 1936. | 1951. | 1961. | 1971. | 1981. | 1991. | 2001. | 2011. |
| ----- | ----- | ----- | ----- | ----- | ----- | ----- | ----- | ----- |
| 4.155 | 4.402 | 5.211 | 5.908 | 6.117 | 6.984 | 7.884 | 8.344 | 8.790 |